# Kościół św. Ducha w Przemyślu
Kościół św. Ducha – nieistniejąca świątynia rzymskokatolicka w Przemyślu, stojąca u zbiegu ulic Słowackiego i Dworskiego.
Ufundowany przez pisarza i wojskiego przemyskiego Andrzeja Mzurowskiego w 1461. Po pożarze w 1638 odbudowany pod wezwaniem św. Walentego, św. Stanisława i św. Wojciecha. Po kolejnym pożarze w poł. XVII wieku został odbudowany w obrębie murów miejskich pod wezwaniem św. Rocha. Przy kościele funkcjonował szpital i cmentarz, na którym pochówki odbywały się do początku XIX wieku. Do parafii św. Rocha należały tereny między dzisiejszymi ulicami Słowackiego, Dworskiego i Rejtana.